# بيلي اندروز
بيلي اندروز (بالإنجليزية: Billy Andrews)‏ (1 يناير 1886 بكانساس سيتي في الولايات المتحدة - ) هو لاعب كرة قدم أمريكي في مركز نصف الجناح. شارك مع منتخب أيرلندا لكرة القدم. أما مع النوادي، فقد لعب مع أولدهام أثلتيك وستوكبورت كونتي وغريمسبي تاون وغلينتوران وليسبورن ديستليري وLeadgate Park F.C. ‏ ودارلينجتون إف سى.